# Urrbrae

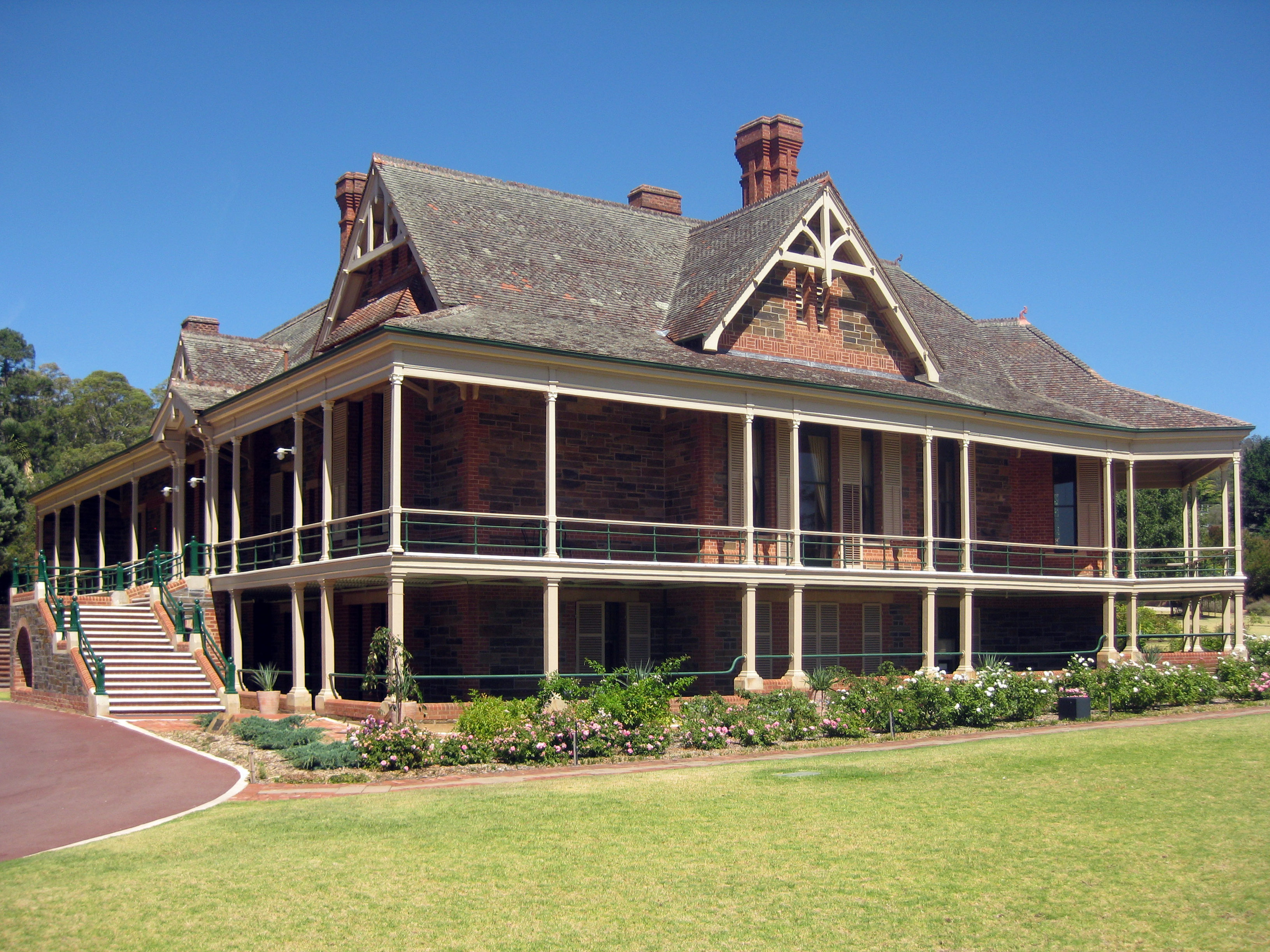
Maison à Urrbrae

Urrbrae est un quartier de la ville de Mitcham, dans la banlieue d'Adélaïde, en Australie-Méridionale.
La localité est le site d'implantation du Waite and National Wine Centre (Waite Campus) de l'Université d'Adélaïde. L'Australian Wine Research Institute (AWRI), un institut de recherche sur le vin, y est basé.
Son code postal est 5064.